# Daßfeld
Daßfeld ist ein Gemeindeteil des Marktes Siegenburg im niederbayerischen Landkreis Kelheim.
Das Dorf  liegt nordwestlich des Kernortes Siegenburg an der B 301 und an der östlich fließenden Abens, einem rechten Nebenfluss der Donau. Nördlich verläuft die B 299, südwestlich erstreckt sich das rund 25 ha große Naturschutzgebiet Binnendünen bei Siegenburg und Offenstetten und westlich das 273,7 ha große Naturschutzgebiet Ehemaliger NATO-Übungsplatz Siegenburg.

## Geschichte
Der Ort geht zurück auf die Dasfeldmühl in der Abens.